# Hóquei sobre a grama nos Jogos Olímpicos de Verão de 1928
O torneio de hóquei sobre a grama nos Jogos Olímpicos de Verão de 1928 foi realizado em Amsterdã, Países Baixos. Apenas a competição masculina era realizada.

## Masculino
| Ouro | Prata | Bronze |
| Índia (IND) Richard Allen Dhyan Chand Maurice Gateley William Goodsir-Cullen Leslie Hammond Feroze Khan George Marthins Rex Norris Bromme Pinniger Michael Rocque Frederic Seaman Ali Shaukat Jaipal Singh Sayed Yusuf | Países Baixos (NED) Jan Ankerman Jan Brand Rein de Waal Emile Duson Gerrit Jannink Adriaan Katte August Kop Ab Tresling Paul van de Rovaart Robert van der Veen Haas Visser 't Hooft | Alemanha (GER) Bruno Boche Georg Brunner Heinz Förstendorf Erwin Franzkowiak Werner Freyberg Theodor Haag Hans Haußmann Kurt Haverbeck Aribert Heymann Herbert Hobein Fritz Horn Karl-Heinz Irmer Herbert Kemmer Herbert Müller Werner Proft Gerd Strantzen Rolf Wollner Heinz Wöltje Erich Zander |

## Primeira fase

### Grupo A
| Equipe           | Pts | J | V | E | D | GP | GC |
| ---------------- | --- | - | - | - | - | -- | -- |
| 1. IND Índia     | 8   | 4 | 4 | 0 | 0 | 26 | 0  |
| 2. BEL Bélgica   | 6   | 4 | 3 | 0 | 1 | 8  | 9  |
| 3. DEN Dinamarca | 4   | 4 | 2 | 0 | 2 | 5  | 8  |
| 4. SUI Suíça     | 2   | 4 | 1 | 0 | 3 | 2  | 11 |
| 5. AUT Áustria   | 0   | 4 | 0 | 0 | 4 | 1  | 14 |

| 17 de maio |     |           |
| Suíça      | 1–2 | Dinamarca |
| Índia      | 6–0 | Áustria   |
| 18 de maio |     |           |
| Índia      | 9–0 | Bélgica   |
| Dinamarca  | 3–1 | Áustria   |
| 20 de maio |     |           |
| Suíça      | 0–3 | Bélgica   |
| Índia      | 5–0 | Dinamarca |
| 22 de maio |     |           |
| Índia      | 6–0 | Suíça     |
| Bélgica    | 4–0 | Áustria   |
| 24 de maio |     |           |
| Dinamarca  | 0–1 | Bélgica   |
| Suíça      | 1–0 | Áustria   |

### Grupo B
| Equipe               | Pts | J | V | E | D | GP | GC |
| -------------------- | --- | - | - | - | - | -- | -- |
| 1. NED Países Baixos | 5   | 3 | 2 | 1 | 0 | 8  | 2  |
| 2. GER Alemanha      | 4   | 3 | 2 | 0 | 1 | 8  | 3  |
| 3. FRA França        | 2   | 3 | 1 | 0 | 2 | 2  | 8  |
| 4. ESP Espanha       | 1   | 3 | 0 | 1 | 2 | 3  | 8  |

| 17 de maio    |     |          |
| Países Baixos | 5–0 | França   |
| Alemanha      | 5–1 | Espanha  |
| 19 de maio    |     |          |
| Países Baixos | 2–1 | Alemanha |
| França        | 2–1 | Espanha  |
| 22 de maio    |     |          |
| Alemanha      | 2–0 | França   |
| 23 de maio    |     |          |
| Países Baixos | 1–1 | Espanha  |

## Disputa pelo bronze
| 26 de maio |     |         |
| Alemanha   | 3–0 | Bélgica |

## Final
| 26 de maio |     |               |
| Índia      | 3–0 | Países Baixos |